# Geological Survey of Western Australia
Der Geological Survey of Western Australia  (GSWA) ist die geowissenschaftliche Behörde des australischen Bundesstaates Western Australia. Er liegt im Zuständigkeitsbereich des Ministeriums für Energie, Bergbau, Industrieregulierung und Sicherheit (Department of Energy, Mines, Industry Regulation and Safety). Der Dienstsitz befindet sich in East Perth.

## Beschreibung
Die staatliche Tätigkeit auf diesem Sektor begann in den 1880er Jahren. Nach offiziellen Quellen wurde die Behörde 1896 namentlich und formell errichtet. Jedoch besteht in Australien die Auffassung, dass die Ernennung eines ersten Regierungsgeologen zwei Jahre nach Beschluss des Legislativrates in 1886 zur Errichtung einer solchen Fachbehörde den tatsächlichen Beginn dieser Einrichtung markiert, also mit dem tatsächlichen Dienstantritt von Harry Woodward im Jahre 1888. Eigentlich war im Jahr zuvor Edward Hardman, einem anerkannten irischen Geologen, die Stelle angeboten worden. Dieser hatte 1885 mit den Kimberley-Expeditionen erste Entdeckungen in Westaustralien machen können. Er kehrte noch im selben Jahr verärgert nach Irland zurück, weil sein Vorschlag zu einer ständigen Aufgabe im Rahmen dieser Arbeiten nicht aufgegriffen wurde. Als der Ruf zur Übernahme der Stelle eines Regierungsgeologen ihn doch noch erreichte, kam es jedoch nicht mehr zum Dienstantritt. Er verstarb zuvor in Irland an einer Typhuserkrankung. So konnte der zweite Bewerber Harry Woodward, der im Januar 1888 nach Perth gekommen war, diese Aufgabe übernehmen und war bis zur Einstellung des ungarischen Geologen Stephen Göczel im Jahre 1893 der einzige Mitarbeiter vom Geological Survey of Western Australia.
Von Beginn an spielte die Entwicklung der westaustralischen Goldfelder eine wichtige Rolle. Die Behörde befasst sich seitdem mit geowissenschaftlichen Erkundungsarbeiten aller Art in Westaustralien. Dazu gehören Arbeiten über die regionale Geologie, Geochemie, Geophysik, Geochronologie und Rohstofflagerstätten. Zusätzlich verfolgt die Behörde Ziele auf den Gebieten der Statistik, der Unterstützung öffentlicher Bildungsarbeit und des Geotopschutzes.
Die Ergebnisse des GSWA werden in Form von Berichten, geowissenschaftlichen Karten, geologischen Führern, wissenschaftlichen Einzelpublikationen und populärwissenschaftlicher Literatur veröffentlicht. Innerhalb der publizistischen Arbeit kommen neben wissenschaftlichen Fragen der Geologie, Aspekte der Landnutzung und der Rohstoffökonomie zur Betrachtung. Der GSWA gibt einen Jahresbericht (Report) heraus. Zur Darstellung neuester Ergebnisse wird jährlich ein „Offener Tag“ veranstaltet.

## Ausgewählte geologische Besonderheiten im Gebiet der GSWA
Von der GSWA werden die nachfolgenden geologischen Gegebenheiten als besondere natürliche Aufschlüsse benannt:
- die ältesten auffindbaren Mineralkörner (dendritische Zirkone) der Welt in den Jack Hills
- früheste Hinweise auf Lebensformen (Stromatolithen) in 3,5 Milliarden Jahre altem Gestein in der Region Pilbara
- Spinifex-artige Texturen in Komatiiten in Gesteinen des archaischen Grünsteingürtels
- Gold- und Nickellagerstätten in den Eastern Goldfields
- 2,5 Milliarden Jahre alte BIF-Vorkommen
- riesige Hämatit-Lagerstätten (Eisenerz) in den Hamersley Ranges
- Riffkomplex des Devons in der Region Kimberley
- ungewöhnliche Kalksteinsäulen in der Pinnacles Desert (Nambung-Nationalpark)
- lebende Stromatolithenkolonien in der Shark Bay (Hamelin Pool Marine Nature Reserve).

## Periodika des Survey
- Geological Survey of Western Australia Annual report.[4]
- Geological Survey Annual Review.[5]